# Salix stolonifera
Salix stolonifera — вид квіткових рослин із родини вербових (Salicaceae).

## Морфологічна характеристика
Рослина 2–10 см, утворюють клони відводками або кореневищами. Стебла виткі чи прямовисні. Гілки червоно-бурі, (іноді слабо сизуваті), голі; гілочки жовто-коричневі чи зеленувато-коричневі, голі. Листки: найбільша листкова пластина еліптична, широко-еліптична або субкругла, 16–42 × 12–30(38) мм; краї плоскі чи злегка закручені, цільні чи зубчасті, війчасті (волоски хвилясті); верхівка загострена чи округла; абаксіальна (низ) поверхня гола; адаксіальна поверхня сильно блискуча, гола; молода пластинка від волосистої до голої абаксіально. Сережки: тичинкові 13–31 × 7–11 мм, маточкові 15–54 (90 у плодах) × 6–15 мм. Коробочка 4–10 мм. Цвітіння: початок червня — початок липня.

## Середовище проживання
Канада (Альберта, Британська Колумбія); США (Аляска, Алеутські острови). Населяє арктичні, субарктичні та альпійські, вологі осокові луки, горбиста тундра, підвищені центральні полігони, дріасово-вербово-осокові тундри, дріасові килими на сухих вершинах хребтів; 0–1000 метрів.